# Section 8
Section 8 (с англ. — «восьмое отделение») — компьютерная игра, шутер от первого лица, разработанный американской компанией TimeGate Studios и изданный SouthPeak Interactive. Игра вышла для Северной Америки 1 сентября под Xbox 360 и 4 сентября 2009 года под PC, 11 сентября 2009 года для Великобритании и 18 сентября для остальной Европы. Весной 2010 года Section 8 вышла для PlayStation 3, для которой распространяется только через PlayStation Network. В игре используется игровой движок Unreal Engine 3.

## Игровой процесс
Все войска (как бойцы бронированной пехоты Империи Соединённых Штатов, так и повстанцы ARM of Orion) облачены в сверхсовременные экзоскелеты, которые предоставляют солдатам повышенную выживаемость и улучшенную мобильность. Экзоскелеты позволяют не только переживать падение с низкой орбиты с последующим резким торможением (за эту кажущуюся безумной тактику первые отряды бронепехоты получили прозвище «Параграф 8» (англ. Section 8), то есть психи), но и попадания вражеских снарядов, пуль и ракет. Также, для покрывания значительных расстояний, экзоскелет значительно увеличивает скорость солдата на короткое время, но при этом солдат не способен вести огонь. Каждый экзоскелет также оборудован прыжковыми двигателями, позволяющими преодолевать высотные преграды или уходить от огня. При гибели персонажа, с челнока тут же сбрасывается его «копия» для продолжения боя (причём труп погибшего через некоторое время сгорает без следа).
Кроме своих экзоскелетов, солдаты также могут вызывать дополнительное оснащение, включая стационарные турели, тяжёлые противопехотные штурмовые роботы, танки, модули перевооружения и сканнеры. Для этого необходимо иметь достаточно «очков реквизиции» и открытый доступ к небу.
В игре нет очков жизни («очки здоровья», HP). Вместо них, у игрока есть шкала повреждений экзоскелета. Экзоскелет может быть повреждён даже при работающих энергощитах. Критические повреждения определённых частей экзоскелета нарушают его функциональность. Критические повреждения шлема либо грудных бронепластин смертельны для игрока. Один из типов снаряжения предназначен для ремонта или саморемонта.

## Отзывы
| Сводный рейтинг | Сводный рейтинг | Сводный рейтинг | Сводный рейтинг |
| Издание         | Оценка          | Оценка          | Оценка          |
| Издание         | PC              | PS3             | Xbox 360        |
| --------------- | --------------- | --------------- | --------------- |
| GameRankings    | 73,30 %         | 74,18 %         | 70,32 %         |